# Добромисль (Більський повіт)
Добромисль (пол. Dobromyśl) — село в Польщі, у гміні Кодень Більського повіту Люблінського воєводства.
Населення — 127 осіб (2011).
У 1975-1998 роках село належало до Білопідляського воєводства.

## Демографія
Демографічна структура станом на 31 березня 2011 року:
|          | Загалом | Допрацездатний вік | Працездатний вік | Постпрацездатний вік |
| -------- | ------- | ------------------ | ---------------- | -------------------- |
| Чоловіки | 57      | 6                  | 44               | 7                    |
| Жінки    | 70      | 17                 | 33               | 20                   |
| Разом    | 127     | 23                 | 77               | 27                   |